# Vernon (Eure)
Vernon é uma comuna francesa na região administrativa da Normandia, no departamento de Eure. Estende-se por uma área de 34,92 km². Em 2010 a comuna tinha 24 464 habitantes (densidade: 700,6 hab./km²).